# Барс (Броварський район)
ХК Барс — хокейний клуб з міста Бровари, що існував з 2007 по 2008 рр.

## Історія
Влітку 2007-го року один з засновників ХК Беркут Олександр Кондратьєв пішов з клубу через розбіжності з його «покровителями». Однак пішов не сам, а разом з головним тренером команди Рамілем Юлдашевим, граючим тренером Костянтином Буценком та значною групою гравців Беркута. Таким чином в серпні 2007-го на базі своєї колишньої команди Кондратьєв створив новий хокейний клуб — ХК «Барс», котрий представляв Броварський район.

У своїй недовгій історії барсам довелося зіграти лише один сезон 2007—2008 років. Однак і цього часу їм вистачило аби зіграти у фіналі першості і стати срібними призерами чемпіонату України з хокею.

## Склад команди
Основу команди, як уже було сказано, представляли колишні гравці броварського Беркута, досвідчені: Олег Полковников, Дмитро Марковський, Олександр Кондратьєв, Андрій Савченко, Богдан Савенко, Олексій Бернацький, Костянтин Буценко. Син останнього Микита, а також Георгій Кіча та Ігор Слюсар були представниками молодого покоління хокеїстів. 
Окрім вищеназваних виконавців до клубу перейшли наддосвідчені гравці: Олександр Муханов, Олег Синьков, Андрій Ніколаєв та Євген Млинченко, котрі попередній сезон провели у складі київського АТЕКу. 
Останній рубіж було доручено захищати Євгенові Брулю, котрий попередній сезон провів як тренера воротарів у гродненському Німані, але виришів поновити активні виступи.